# SpellCaster
SpellCaster ist ein Videospiel für das Sega Master System aus dem Jahr 1988, in dem ein Charakter namens Kane die Hauptrolle spielt. Dieses Spiel wurde in Japan als Kujaku Ō (jap. 孔雀王). Die Fortsetzung trägt den Titel Mystic Defender.

## Handlung
Das Spiel beginnt, wenn Kane von Daikak, dem großen Anführer des Gipfeltempels, gerufen wird, um einen Krieg zwischen verschiedenen Kriegsherren zu beenden. Der Spieler erkundet Tempel und besiegt Gegner wie Geister, Ninjas und wilde Bestien. Es gibt auch Dörfer zu erkunden und Menschen zu sprechen, während der Spieler Hinweise darauf sammelt, wer den Tempel seiner Heimatstadt geschändet und seine Wächter getötet hat. Die Quest führt den Spieler ins mittelalterliche Japan und in die Unterwelt.